# تومورد
تومورد (به مجاری:  Tömörd) یک سکونتگاه مسکونی در مجارستان است که در واش واقع شده‌است.

## خصوصیات
تومورد ۱۵٫۳۶ کیلومترمربع مساحت و ۲۸۳ نفر جمعیت دارد.